# Timiskaming
Pour les articles homonymes, voir Témiscamingue (homonymie).
Timiskaming est une réserve indienne Anishinaabeg du Québec au Canada. Elle est réservée pour la Première Nation de Timiskaming. Le recensement de 2006 y dénombre 505 habitants.

## Histoire
- 9 août 1853: Constitution de la réserve indienne de Timiskaming.

## Démographie
- Population : 539 habitants (2016)
- Superficie : 18,48 km2

| 2001 | 2006 | 2011 | 2016 | 2021 |
| ---- | ---- | ---- | ---- | ---- |
| 534  | 505  | 540  | 539  | 541  |